# Alexander von Prittwitz und Gaffron

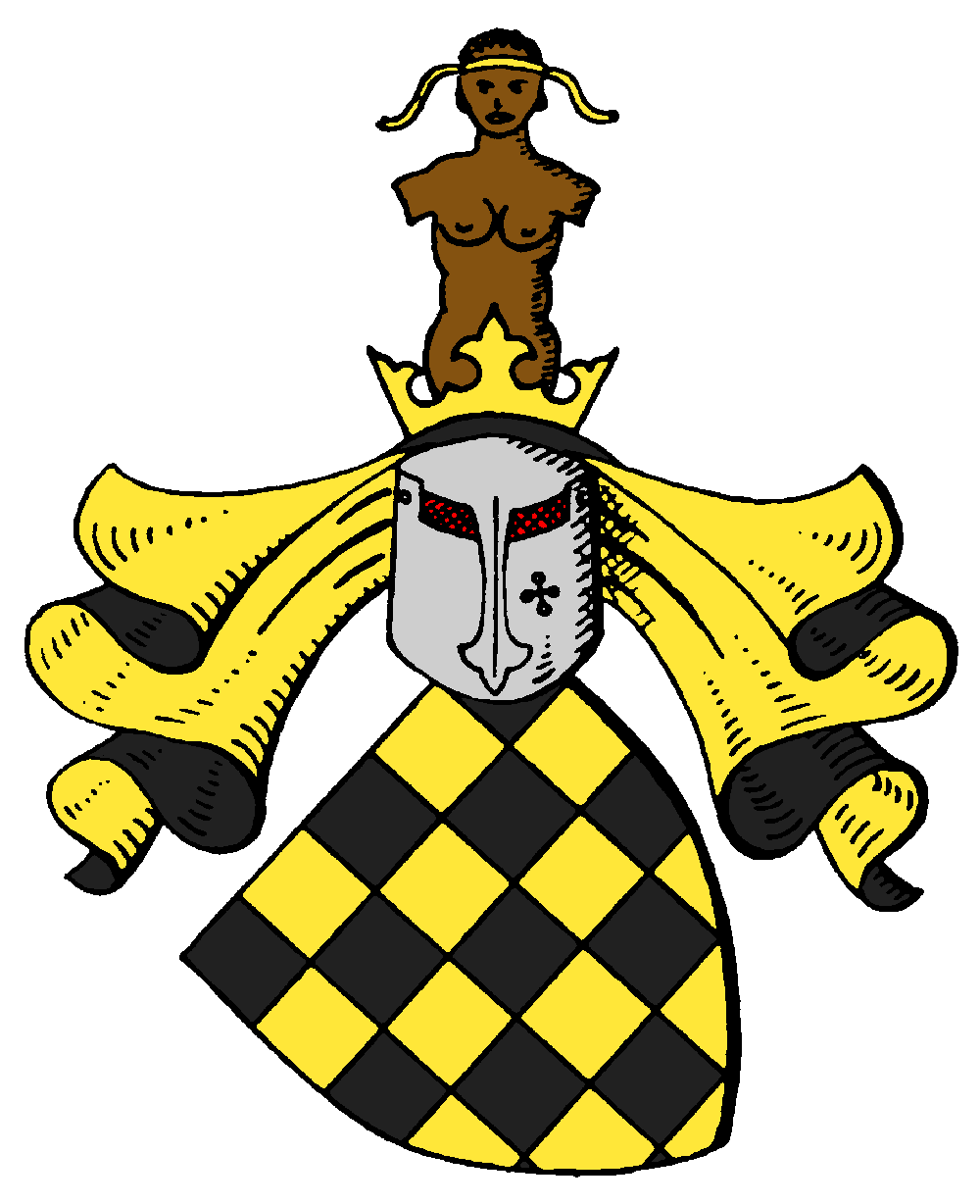
Das Wappen der Familie von Prittwitz und Gaffron

Alexander Friedrich von Prittwitz und Gaffron (russisch Александр Фёдорович Притвиц; * 30. August 1838 in Sankt Petersburg, Russisches Kaiserreich; † 1915 in Petrograd) war Generalmajor der kaiserlich russischen Armee.

## Familie
Prittwitz entstammte dem alten, weit verzweigten schlesischen Adelsgeschlecht derer von Prittwitz und war der Sohn des kaiserlich russischen Generalmajors Friedrich Karl von Prittwitz und der Katharina Freiin von Rosen.
Er heiratete am 9. Oktober 1861 in Reval (Estland) Olga Olhoff (* 22. Juli 1843 in St. Petersburg; † 1921), aus russischem Adel.

## Militärischer Werdegang
Fähnrich im Regiment „Lagoda“.
Weitere Informationen fehlen.